# Colpodonta phyllodontaria
Colpodonta phyllodontaria là một loài bướm đêm trong họ Geometridae.